# Zeuxine ballii
Zeuxine ballii är en orkidéart som beskrevs av Phillip James Cribb. Zeuxine ballii ingår i släktet Zeuxine och familjen orkidéer. Inga underarter finns listade i Catalogue of Life.